# Resolven
Il SV Resolven è stato un brigantino mercantile inglese costruito nel 1872. Il 29 agosto 1884 venne ritrovato mentre vagava alla deriva privo di equipaggio, al largo della penisola canadese di Terranova. Per questo motivo è considerato un caso di nave fantasma. Affondò il 27 luglio 1888, nella rotta tra Terranova e la Nuova Scozia.

## Storia
Il Resolven era un brick da 143 tonnellate, costruito nel 1872 nei cantieri dell'Isola del Principe Edoardo, ma di proprietà di un gruppo di investitori di Newquay in Cornovaglia; all'epoca dei fatti, navigava lungo le rotte del Canada, generalmente impiegato nel trasporto di carichi di legname e merluzzo.
Il suo comandante era il capitano John James di Newquay, master mariner (qualifica inglese paritetica all'italiano capitano di lungo corso), un ufficiale con più di 20 anni di carriera nella marineria, prevalentemente sulle rotte del Mediterraneo, del Mar del Nord e dell'Atlantico meridionale. Il suo secondo, James Mathias, poteva vantare una quasi altrettanto ampia esperienza.
Il 27 agosto 1884 il Resolven, dopo avere scaricato un carico di sale imbarcato in Europa, lasciò il porto di Harbour Grace per dirigersi a Snug Harbor, nel Labrador, dove avrebbe dovuto caricare una partita di baccalà acquistata dalla compagnia John Munn and Co, di Harbour Grace.
Il 29 agosto 1884 venne invece ritrovato alla deriva dalla cannoniera inglese HMS Mallard, privo dell'equipaggio e dei passeggeri, e con la scialuppa di salvataggio mancante, tra l'Isola Baccalieu e Catalina nella provincia canadese di Terranova e Labrador.
Il Resolven, che normalmente aveva un equipaggio di 7 uomini (tutti di nazionalità inglese), in occasione di quel viaggio imbarcava anche 4 passeggeri canadesi: Douglas Taylor (un impiegato della John Munn and Co), i fratelli Thomas e George Colford, provenienti dall'insediamento di Carbonear, ed Edward J. Keefe della città di Harbour Grace. È molto probabile che sia i fratelli Colford sia Edward Keefe, sebbene ufficialmente indicati come "passeggeri", fossero in realtà uomini di fatica ingaggiati per aiutare nelle operazioni di carico e scarico della stiva.
L'ultima annotazione nel diario di bordo risaliva a circa 6 ore prima del ritrovamento, e, a parte un pennone spezzato e tracce di raschiamento del fasciame lungo la linea di galleggiamento, l'imbarcazione non presentava segni di lotta, né particolari danni, se si escludono quelli dovuti alla precipitosa messa in acqua della scialuppa. Il focolare della cucina di bordo venne trovato ancora acceso, così come le lampade ad olio.
Nonostante le ricerche che la Mallard condusse, durante i successivi due giorni, nelle acque intorno al punto dove era stata avvistata la Resolven, nessuna traccia degli uomini a bordo venne mai scoperta. Neppure la scialuppa fu mai più ritrovata.
Dopo che l'equipaggio della Mallard ebbe verificato la completa assenza di personale all'interno del brigantino, il Resolven venne rimorchiato dal piroscafo Lady Gkiwer fino al porto di Catalina, dove dopo alcune riparazioni minori fu nuovamente in grado di navigare. L'imbarcazione, acquistata dalla John Munn and Co, venne impiegata per il trasporto di legname. Affondò il 27 luglio 1888, nella rotta tra Terranova e la Nuova Scozia, sotto il comando del capitano Fred Cole.
Dopo l'affondamento del Resolven davanti a Northport, il C.W. Oulton, sotto il comando del capitano William Fitzgerald, venne mandato con un secondo carico di legname per rimpiazzare quello perduto col Resolven, ma affondò a sua volta; il brick A0, al comando del capitano T. Bransfield, venne quindi inviato con un terzo carico di legname, ma affondò nella stessa zona dell'Oulton; una quarta nave, la SS Iceland, fu mandata nell'area dei precedenti naufragi, per cercare di recuperare almeno una parte del carico dell'Oulton. La Iceland non affondò, ma nel tentativo di recuperare il prezioso carico di legname, distrusse o danneggiò un grandissimo numero di trappole per la pesca disposte nella zona, causando danni così gravi che la compagnia di navigazione fu costretta a pagare un ingente indennizzo ai pescatori della zona.

## Ipotesi
Diverse ipotesi sono state avanzate riguardo alla sparizione dell'equipaggio e dei quattro passeggeri, tra cui anche la pirateria e l'ammutinamento.
Il particolare che un iceberg di notevoli dimensioni sia stato avvistato dalla Mallard in prossimità dell'imbarcazione, rende probabile che l'equipaggio, non abituato a rotte così settentrionali, sia caduto preda del panico quando il Resolven subì danni di minore entità dovuti alla collisione con l'iceberg. Il timore che l'imbarcazione sarebbe affondata in breve tempo nelle acque gelide, avrebbe spinto l'equipaggio ad abbandonarla precipitosamente, per mezzo della scialuppa che poi è risultata mancante.
Un'altra ipotesi, che tuttavia non è suffragata dalla presenza di alcun segno di lotta, riguarda la grossa somma di denaro presente a bordo (sotto forma di monete d'oro), e destinata all'acquisto del carico di baccalà dai pescatori del Labrador. La borsa contenente le monete d'oro peraltro venne ritrovata, intatta, in un armadietto nella cabina del capitano.
Inoltre va ricordato che la pesca nei mari canadesi, nel periodo in questione, era regolamentata da trattati tra Francia ed Inghilterra; le limitazioni imposte da tali trattati furono sovente causa di tensioni, come anche testimoniato dalla presenza della cannoniera Mallard in servizio di protezione alle navi inglesi.

## Ulteriori sviluppi
Nel cimitero metodista di Carbonear è visibile una lapide col nome di Douglas Taylor, dove si legge anche "annegato il 27 agosto 1884".
Nel 2013, a seguito della pubblicazione di un sito web dedicato all'argomento, sono emerse nuove circostanze che, sebbene non rivelino nulla riguardo alla dinamica della sparizione degli 11 uomini a bordo, probabilmente sono in stretta relazione con tale evento: nel medesimo periodo dei fatti, in una piccola isola al largo di Random Island (Trinity Bay), due fratelli recuperarono il cadavere di un uomo sconosciuto, in uniforme da comandante di marina. Il corpo, mai identificato, venne seppellito in una tomba non segnata, lungo la costa. Tale circostanza è stata riportata dalla pronipote di uno dei due fratelli.